# Melaleuca pritzelii
Melaleuca pritzelii är en myrtenväxtart som först beskrevs av Karel Domin, och fick sitt nu gällande namn av Bryan Alwyn Barlow. Melaleuca pritzelii ingår i släktet Melaleuca och familjen myrtenväxter. Inga underarter finns listade i Catalogue of Life.